# セダンの戦い
セダンの戦い（セダンのたたかい、独: Schlacht von Sedan、仏: Bataille de Sedan）は、普仏戦争（1870年-1871年）における戦闘の1つ。戦争の勃発から1ヶ月半あまりの1870年9月1日から2日にかけて行われ、フランス北東部のスダン（セダン）近郊においてヘルムート・フォン・モルトケ（大モルトケ）が指揮するプロイセン軍が、皇帝ナポレオン3世率いるフランス軍を破り、ナポレオン3世以下、10万人以上の敵将兵を捕虜にし、勝利した。この戦いによってプロイセンの戦争勝利はほぼ決定づけられたが、フランス側はナポレオン3世を廃位して臨時政府（国防政府）を樹立し、抵抗を続けたため、戦争は継続した。
戦争開始から間もない8月19日、フランソワ・アシル・バゼーヌ将軍率いるフランス主力軍の第1軍（ライン軍）は、プロイセンとの国境に近い都市・メスにて、プロイセン軍に包囲された（メス攻囲戦）。これを救援すべく、皇帝ナポレオン3世は、パトリス・ド・マクマオン将軍と共に新たに編成されたシャロン軍を率いて、現地に向かうが、プロイセン第4軍に捕捉され、8月30日のボーモンの戦いで敗北した。シャロン軍は立て直すため、古い要塞があるセダンへ一時退却しようとしたが、そのまま追撃を受け、セダン近郊においてプロイセンの第3軍と第4軍に包囲された。モルトケが指揮するプロイセン軍にはプロイセン王ヴィルヘルム1世と宰相オットー・フォン・ビスマルクも同行していた。
9月1日未明より戦闘が始まり、包囲されたフランス軍は、四方から砲撃を受け、司令官のマクマオンは負傷して指揮権をオーギュスト＝アレクサンドル・デュクロに委譲した。フランス側は抵抗を試みたが、包囲からの脱出計画もすべて失敗し、1日午後には白旗を挙げ、翌2日の午前に正式に降伏した。ナポレオン3世を含め104,000人の将兵が捕虜となったが、これはメスに拘束された主力軍20万と合わせて約30万の将兵を失ったことを意味し、フランスの敗北は確定的となった。しかし、フランスの首都パリでは皇帝の廃位と共和制政権の樹立が宣言され、抵抗を続ける意志を見せたために、9月19日に始まるパリ包囲戦に続くこととなる。

## 背景・前史
1870年7月19日、フランスはプロイセンに宣戦布告し、普仏戦争が勃発した。
フランスの主力軍（ライン軍）を率いるフランソワ・アシル・バゼーヌ将軍は、8月18日のグラヴロットの戦い後にメス要塞への後退を決める。この戦闘では多大な損害を被ったプロイセン軍であったが、そのまま追撃して翌19日に要塞を包囲した（メス攻囲戦）。籠城するフランス軍は154,481人であり、包囲するプロイセン軍（第1軍と第2軍）は168,435人であった。皇帝ナポレオン3世は、パトリス・ド・マクマオン将軍と共に、8月17日に編成されたばかりのシャロン軍を率い、ライン軍救援のためパリから進軍を開始した。8月23日以降、シャロン軍はプロイセン軍を回避するためにパリのほぼ真東に位置するメスに直接向かわず、左側から迂回する形で、まず北東に位置するベルギー国境に向かい、そこから南下してライン軍に合流することを試みた。
この行軍において消耗したシャロン軍は両側面が無防備な状態に陥っていた。一方、8月まで連戦連勝を重ねたヘルムート・フォン・モルトケ（大モルトケ）が指揮するプロイセン軍は、これらと同様に捕捉したシャロン軍を挟み撃ちにすることを計画した。モルトケはメス包囲に第1軍と第2軍のみ残すと、第3軍と第4軍を率いて北上し、8月30日にボーモンでシャロン軍と交戦した（ボーモンの戦い）。
この戦いでシャロン軍は7,500名の兵士と40門の大砲を失う大敗を喫した。マクマオンはバゼーヌの救援を中止し、軍を北西に退却させて17世紀の要塞であるセダン（スダン）に向かうように命じた。彼の意図は、一連の長い行軍から将兵を休ませて弾薬の補給を行い、また彼の言葉を借りれば、「敵前で作戦を展開する」ことにあった。マクマオンはプロイセン軍の戦力を過小評価しており、セダンを囲む丘陵地帯が防御に適すると考えていた。また、フランス軍の後方にはセダン要塞があり、丘と森の両方を持つCalvaire d'Illyの防御陣地は、あらゆる防御作戦が可能に見えた。また、マクマオンは第7軍団長のフェリックス・ドゥエ将軍から塹壕構築を要請されるも、軍がセダンに長く留まることはない、としてこれを拒否した。
8月31日にセダン近郊に到着したマクマオンは、ドゥエの第7軍団を北西にあるCalvaireとFloingの間の丘の上に配置した。オーギュスト＝アレクサンドル・デュクロ率いる第1軍団は東に、ルブラン第12軍団はバゼイユに駐屯させた。第5軍団の指揮権はボーモンで敗北したピエール・ルイ・シャルル・ド・ファイリー将軍から軍に合流したばかりのエマニュエル・フェリックス・ド・ビムプフェン将軍に任された。第5軍団は予備兵力として中央に配置された。
対するモルトケは軍を3つに分けた。1つ目はフランス軍を引き付ける軍、2つ目はフランス軍が後退した場合に追撃し捕捉する軍、もっとも小さな3つ目の軍は川岸の防衛を割り当てられていた。ザクセン第12軍団はムーズ川を渡ってシエール川に向かわせ、その右側にプロイセン近衛団を配置した。ルートヴィヒ・フォン・デア・タン将軍率いるバイエルン第1軍団はバゼイユに移動し、バイエルン工兵隊はムーズ川に2本の浮橋を設置して移動経路を確保した。プロイセン第5軍団と第11軍団は、9月1日の9時までに北西に展開したフランス軍の包囲を完了した。

## 戦闘
戦いは、202個の歩兵大隊、80個の騎兵中隊、564門の大砲を有するシャロン軍が、自軍を包囲する、222個の歩兵大隊、186個の騎兵中隊、774門の大砲を有するプロイセン第3軍、第4軍を攻撃して始まった。
- 8月23日から29日までのフランス軍とプロイセン軍の動き（赤：フランス軍、青：プロイセン軍）。フランス軍は地図上、西から北東に向かってボーモン (Beaumont) を経由しセダン (Sedan) に移動している。対して、プロイセンの第3軍 (III Armee) と第4軍 (IV Armee) が北上し捕捉している。
- セダンの戦いの詳細図。中央のフランス軍（赤）がプロイセン軍（青）に包囲されている。
- 午前10時頃の戦況図。

### 戦闘の推移

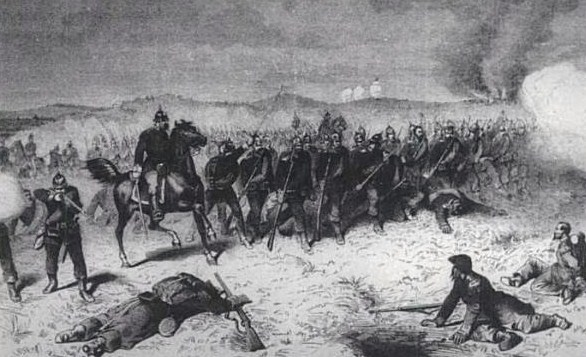
プロイセン軍を描いた絵画

ナポレオン3世はマクマオンに包囲網からの脱出を命じたが、唯一可能と考えられたのは側面が都市城塞で守られていたラ・モンセルであった。プロイセン側もまた突破口を開くポイントとして同地を選んでいた。ザクセン公ゲオルクとプロイセン第11軍団がこの任務を命じられ、フォン・デア・タンは右翼のバゼイユを攻撃するよう命じられた。
フランス側の第1軍団は街路にバリケードを築き、民衆の助力も得ていた。フォン・デル・タンは早朝の霧の中を4時に浮橋を使って村に旅団を侵入させ、奇襲によってこれを占領した。第1軍団のフランス海兵隊は石造りの家屋から反撃したが、バイエルン軍は大砲で建物を砲撃し瓦礫に変えた。この戦闘は、増援兵力としてフランス側の第1、第5、第12旅団を呼び寄せた。8時にプロイセン第8歩兵師団が到着し、フォン・デル・タンは、これを決定的な攻撃の好機とみた。遠距離から砲兵の投入はできなかったため、最後の旅団を街への攻撃に投入し、砲兵をムーズ側の対岸から支援させることにした。9時に砲兵隊がバゼイユに到着した。
戦闘は街の南部にも広がり続け、ラ・モンセルでフランスの防衛線を突破しようとしているバイエルン軍を支援するため第8歩兵師団が投入された。戦闘は6時に本格的に始まり、マクマオンは負傷して指揮権をデュクロに委譲することを決定し、デュクロは7時にその命令を受けた。デュクロは退却を命じたが（これはモルトケが狙っていたものであったが）、マクマオンが指揮不能に陥った場合の後任として政府から指名されていたヴィンフェン将軍によって、即座に却下された。
代わりにヴィンフェンはラ・モンセルのザクセン軍に抵抗するために軍を投入した。これによりフランス軍は一時的に盛り返し、ラ・モンセル周辺の砲兵隊を追い返してバイエルン軍とザクセン軍を圧迫した。しかし、8時にバゼイユが占領され、プロイセン軍の新たな攻撃部隊が到着すると、反撃は崩壊し始めた。
11時までにプロイセン軍は大砲でフランス軍に損害を与え、さらに多くのプロイセン軍が戦場に到着した。プロイセン第5軍団と第11軍団は、それぞれ7時30分と9時にフランス軍の西と北西に位置する指定された場所に到着した。西に進軍していたフランス軍の騎兵隊はプロイセン軍の歩兵と砲兵の砲撃によって殲滅された。プロイセン軍の砲兵隊はフランス軍を見下ろす斜面に沿って配置されていた。
無力なフランス軍歩兵と砲兵に対して、プロイセン側の断続的な砲撃と北西と東からの攻撃、バイエルン軍による南西からの攻撃が行われ、シャロン軍は北のガレンヌの森に追い込まれ包囲された。
13時にヴィンフェンは南への脱出を命じた。攻撃は完全に失敗または全く進まず、ドゥエの第7軍団の前線はプロイセン軍の火力の重圧に耐え切れず崩壊した。第7軍団の左翼はフロアンの村に築かれた2列の塹壕におり、その火力でプロイセン軍を同地に釘付けにしていた。13時までにプロイセン軍の大砲によって第7軍団は崩壊し、プロイセン第22師団はその左翼を回って、フランスの歩兵と槍兵による反撃をすべて打ち破った。ドゥエはジャン・オーギュスト・マルグリット将軍の騎兵隊に指示し、プロイセン第11軍団が集中していたフロアンに3度にわたる必死の攻撃を仕掛け、逃げ道を確保させようとした。マルグリットは最初の突撃で致命傷を負い、続く2回目、3回目の突撃は15時にはドイツ歩兵による砲撃で全滅し、フランス軍の死傷者は791名に上った。
14時までにプロイセンの歩兵隊がCalvaireを占領し、ガレンヌの森に集まったフランス軍集団に砲撃を加えた。その後、殲滅のため四方よりプロイセンが攻めかかった。ドゥエ率いるフランス第7軍団はパニックに陥り、砲撃を浴びながらセダンに退避した。デュクロが指揮する第1軍団は、サクソン第12軍団とプロイセン近衛師団の砲撃により敗走した。ガレンヌの森は多方面から絶え間なくプロイセン軍の砲撃を受け、14時30分にプロイセン近衛師団がこれを占領すると、森にいたフランス人の生存者は一斉に降伏した。

### 降伏交渉

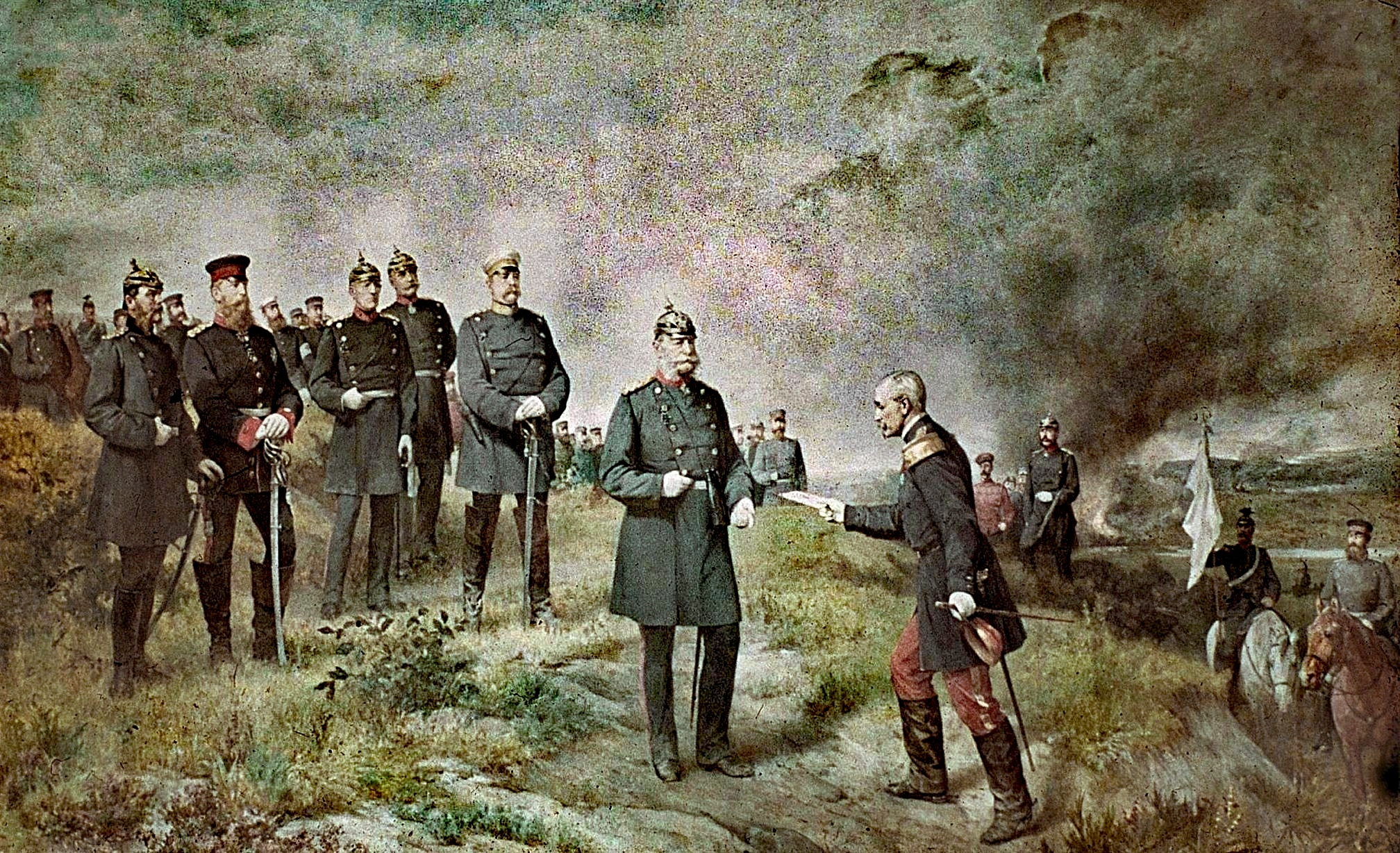
フランスのレイユ将軍がナポレオン3世の降伏の意思をヴィルヘルム1世に伝える場面を描いた壁画。1884年にカール・シュテフェックによって描かれ、ベルリンの博物館（旧王宮）に保管されていたが、第二次世界大戦での爆撃により失われた。

突破できる見込みがないため、その日のうちにナポレオン3世は攻撃を取りやめた。セダンの城壁に白旗を掲げさせ、アンドレ・シャルル・ヴィクトル・レイユ将軍を使者として、フレノワの丘の上にあるプロイセン軍の司令本部に降伏する意思がある旨の書状を届けさせた。ヴィルヘルム1世とビスマルクはこれを確認し、ビスマルクはフランス軍の降伏の意思を了承した。ビムプフェンは降伏した兵は捕虜とせず、アルザス地方へ解放して欲しいと「名誉ある降伏」を求め、最後の交渉工作を仕掛けたが、モルトケはフランス側の弾薬と食糧の不足、兵力差（フランス8万対ドイツ25万）、陣形の優劣（包囲）を指摘し、拒絶した。結局、ビムプフェンは9月2日9時までの停戦延長の約束を取り付けただけであった。
翌2日早朝、ビムプフェンの要請を受けたナポレオンがビスマルクと会見し、再度、降伏条件に関して交渉を試みたが、ビスマルクは軍事はモルトケの専権事項としてこれを拒絶した。また、ナポレオンはヴィルヘルムとの会談も求めたが、ビスマルクはこれも降伏が先として拒絶した。結局、11時30分にビムプフェンが、プロイセン側が作成した降伏文書に署名するという形（つまりプロイセン側の要求を全面的に飲むという形）で、戦闘は終了した。

## 戦闘後

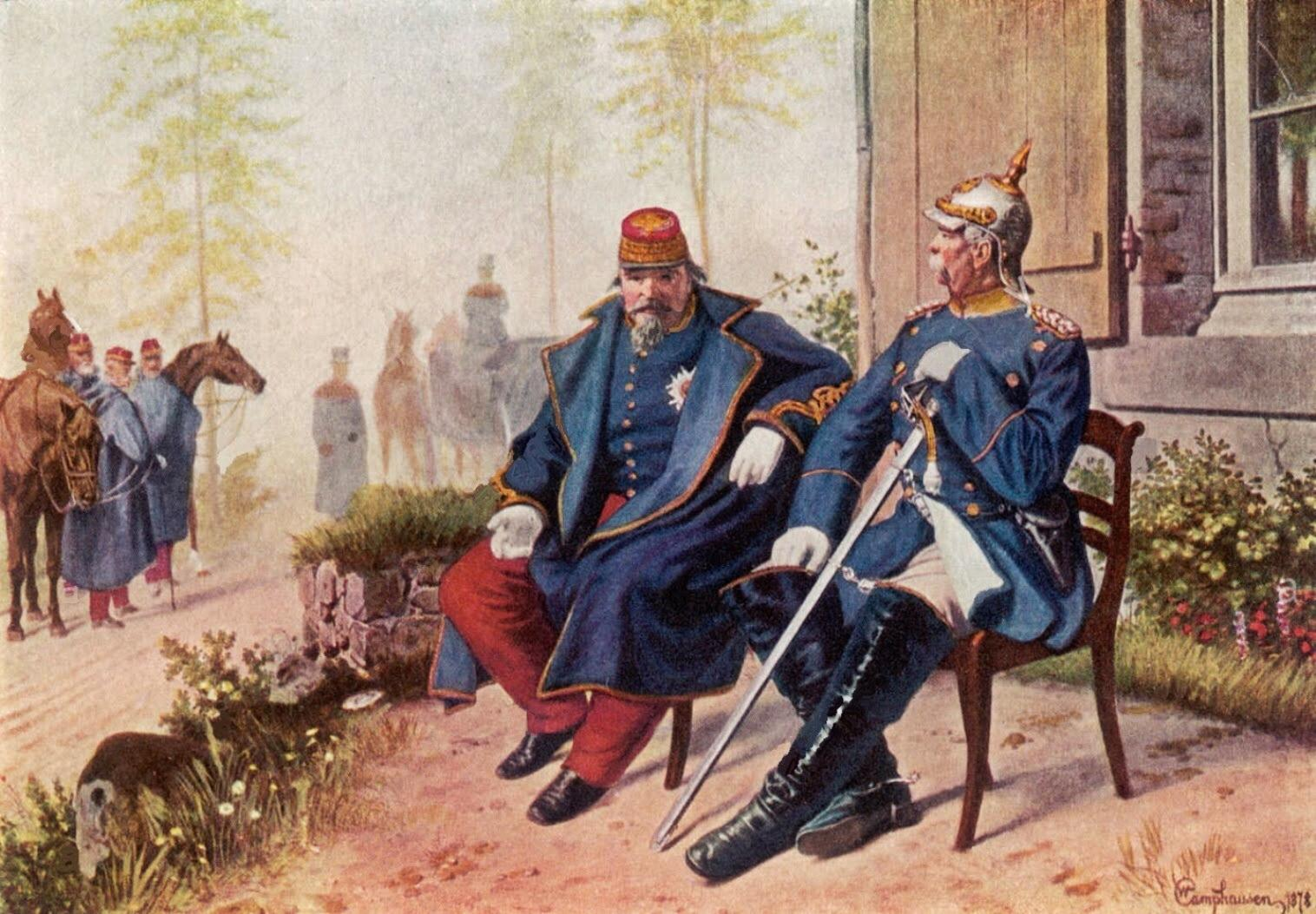
ビスマルクと捕虜になったナポレオン3世が会談する場面を描いた絵画（1878年、ヴィルヘルム・カンプハウゼン作）。

ナポレオン3世はベルヴュ城に送られ、そこでヴィルヘルム1世と会談した。ヴィルヘルムは憔悴したナポレオンを労り、身の安全を保証した。ナポレオンはカッセル近郊のヴィルヘルムスヘーエ城に送られ、捕囚の身であったが、プロイセン側の配慮により侍従たちの同行も許されて快適な生活を送り、体調を回復させたほどであった。一方の兵士たちは即席の捕虜収容所に行進して向かわされ、その後1週間飢餓に苦しめられた。
セダンでの敗北によるナポレオン3世とフランス第2軍（シャロン軍）の降伏、そしてフランス第1軍（ライン軍）はメスに籠城を余儀なくされたことにより（10月23日に降伏）、普仏戦争におけるフランスの敗北は確定的となった。ところがフランス皇帝を捕虜にしたことは、プロイセンにとって早期講和に応じる相手政府を結果として失わせる影響を招いた。皇帝が捕虜になったというニュースが首都パリに届いた2日後、民衆は宮殿を襲撃してナポレオン3世の廃位と共和政の開始を宣言した。臨時政府として樹立された国防政府は、講和条件としてプロイセンより要求されたアルザス＝ロレーヌ地方の割譲を拒絶し、抵抗を継続する意思を見せた。そのため、プロイセン軍はパリに進軍し、9月19日から第3軍と第4軍によりパリ包囲戦が開始された。

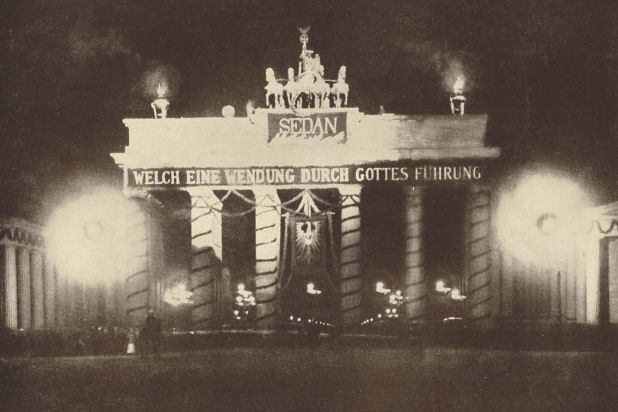
セダンの日にライトアップされたブランデンブルク門の写真。

多くのドイツ人たちは、この戦いがドイツ統一に大きな役割を果たしたとし、1919年まで毎年9月2日をセダンの日（Sedantag）として祝っていた。ただ、ヴィルヘルム1世は公式の祝日とすることを認めなかったため、これは非公式なものであった。

### 死傷者・損害数
ドイツ軍の死傷者数は9,860人であり、その内訳は死者1,310人、負傷者6,443人、行方不明者2,107人であった。対するフランス軍の死傷者数は18,031人（死者3,220人、負傷者14,811人）に上り、捕虜104,000人、大砲558門を失った。また、フランス側は馬車1,000両、馬6,000頭も失っている。

## 関連文献
- Lowe, W. J. The Nest in the Altar or Reminiscences of the Franco-Prussian War of 1870 reprinted by Chapter Two, London in 1999, ISBN 1-85307-123-4.
- Hervé, B. (2008) (フランス語). Le docteur Henri Conneau et la famille impériale à Biarritz, ou en un autre lieu illustre: Milan, 1803 – La Porta, 1877: médecin particulier de la reine Hortense et de la famille Bonaparte: ami le plus fidèle, confident le plus intime de l'empereur Napoléon III [Doctor Henri Conneau and the Imperial Family in Biarritz or another Illustrious place Milan, 1803 – La Porta, 1877 Private Physician of Queen Hortense and the Bonapartes' Friend Most Faithful, Most Intimate Confidant of Emperor Napoleon III]. Biarritz: Bernard, Hervé. OCLC 762872292
- Horne, A. (1965). The Fall of Paris: The Siege and the Commune 1870–71. London: Macmillan. OCLC 490599556
- The battle of Sedan features prominently in Émile Zola's novel La Débâcle, whose protagonist Jean Macquart takes part in the battle.